# Erionota
Erionota là một chi bướm ngày thuộc họ Bướm nâu.

## Các loài
- Erionota acroleuca (Wood-Mason & de Nicéville, 1881)
- Erionota grandis (Leech, 1890)
- Erionota harmachis (Hewitson, 1878)
- Erionota hiraca (Moore, 1881)
- Erionota hislopi Evans, 1956
- Erionota surprisa de Jong & Treadaway, 1993
- Erionota sybirita (Hewitson, 1876)
- Erionota thrax (Linnaeus, 1767)
- Erionota tribus Evans, 1941
- Erionota torus Evans, 1941

## Hình ảnh

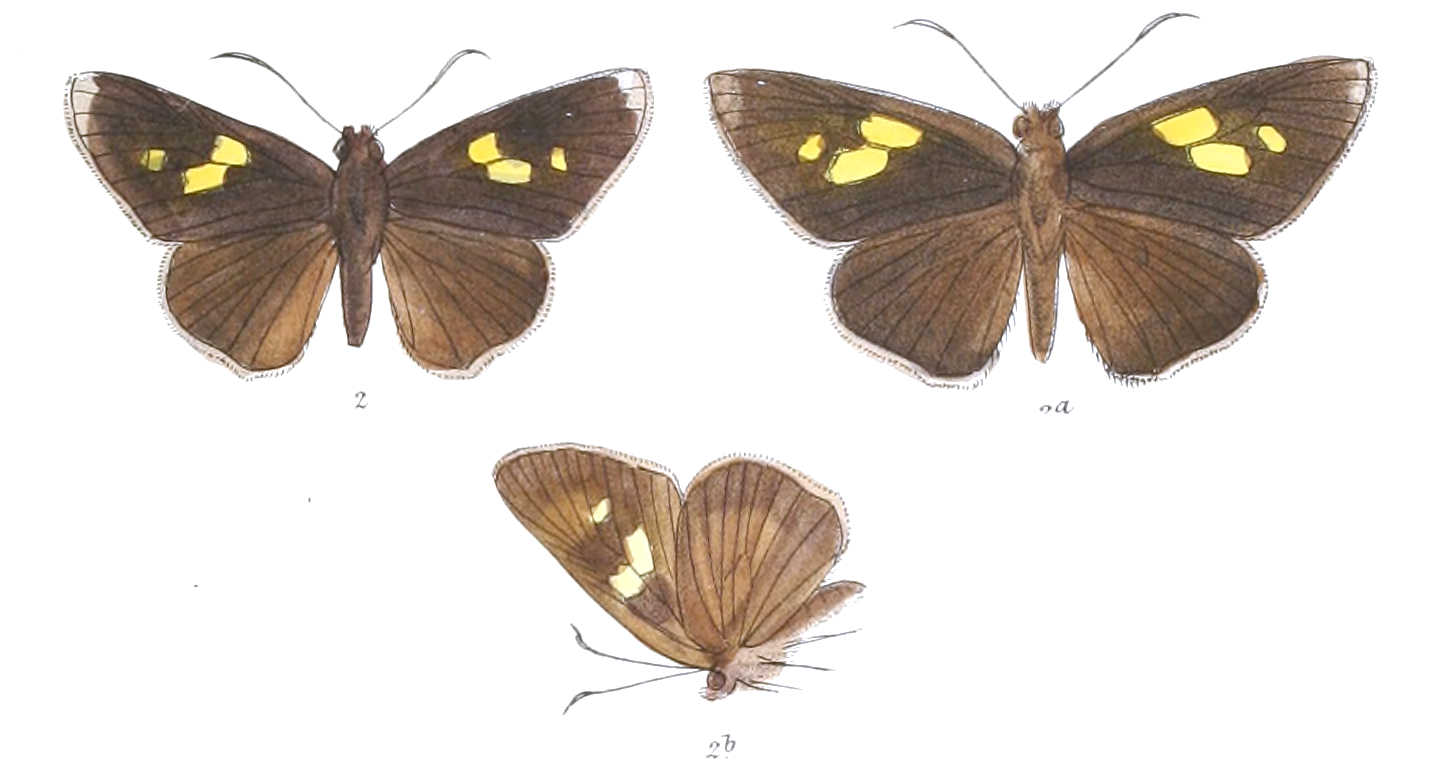
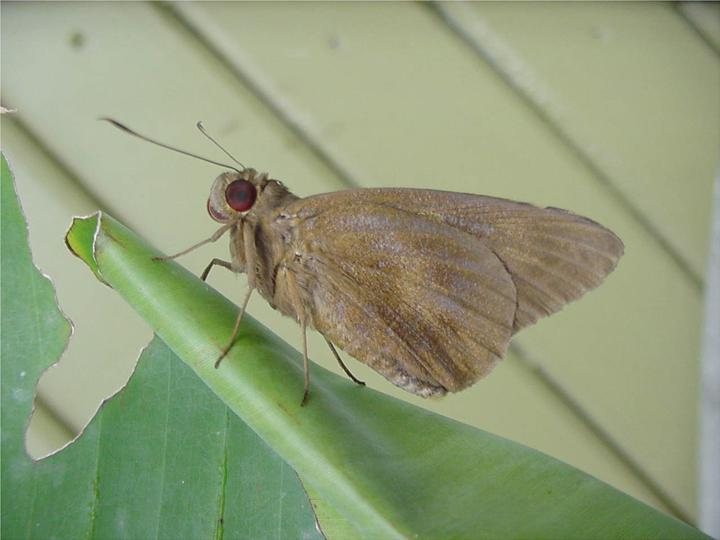